# 1936-os Vuelta ciclista a España
Az 1936-os Vuelta a España volt a 2. spanyol körverseny. 1936. május 5-e és május 31-e között rendezték. A verseny össztávja 4407 km volt, és 21 szakaszból állt. Végső győztes a belga Gustaaf Deloor lett.

## Végeredmény
|    | Versenyző         | Csapat | Idő            |
| -- | ----------------- | ------ | -------------- |
| 1  | Gustaaf Deloor    |        | 150 óra 07' 54 |
| 2  | Alfons Deloor     |        | 11:39          |
| 3  | Antonio Bertola   |        | 17:54          |
| 4  | Julian Berrendero |        | 23:29          |
| 5  | Antonio Escuriet  |        | 28:54          |
| 6  | Rafael Ramos      |        | 49:29          |
| 7  | Alfons Schepers   |        | 58:18          |
| 8  | Emiliano Alvarez  |        | 1:05:47        |
| 9  | Fermin Trueba     |        | 1:07:22        |
| 10 | Mariano Cañardo   |        | 1:18:05        |